# NASCAR 06: Total Team Control
NASCAR 06: Total Team Control es la novena entrega de la serie EA Sports NASCAR. Fue desarrollado por EA Tiburon y lanzado el 30 de agosto de 2005 para PlayStation 2 y Xbox. La portada del juego NTSC presenta a los compañeros de equipo de Hendrick Motorsports Jeff Gordon, conductor del No. 24 DuPont Automotive Finishes Chevy Monte Carlo y Jimmie Johnson, conductor del Chevy Monte Carlo No. 48 Lowe's Home Improvement. La región PAL portada del juego presenta al campeón de la NASCAR Nextel Cup Series 2004 Kurt Busch en el Irwin Industrial Tools Ford Taurus.

## Jugabilidad
NASCAR 06 sigue la reciente tradición de la serie de estar subtitulada con la principal novedad de esa edición. Total Team Control deriva de las nuevas características de los compañeros de equipo: uno puede cambiar el control de su conductor a otro auto de su equipo durante una carrera, y puede ordenarle al compañero de equipo que siga, bloquee o trabaje con el jugador. También implementa la tecnología de audio USB de Logitech, lo que permite al jugador ordenar su jefe de equipo con auriculares o micrófono. El resto del juego conserva los modos y características incorporados a la serie por NASCAR 2005: Chase for the Cup, lo que hace que NASCAR 06 sea muy similar a su predecesor. El juego comienza con la Pepsi 400, donde Jimmie Johnson queda destrozado después de chocar con su compañero de equipo Hendrick Motorsports, Jeff Gordon delante de Dale Earnhardt Jr. y el jugador debe toma el control de Gordon y gana la carrera.

## Dodge Challenges
Los Dodge Challenges, anteriormente Lightning Challenge de los tres juegos anteriores, regresan con un nuevo conjunto de desafíos. Este modo permite a los usuarios revivir momentos de NASCAR de 2004 y la primera parte de 2005. Kenny Wallace, conductor del Ford No. 22 Stacker 2 en la Serie Busch y del No. 00 Aaron's Dream Machine Chevrolet en la Cup Series, es el comentarista de todos los desafíos, reemplazando a Michael Waltrip quien lo había hecho en los dos últimos juegos. Una vez que se completa un desafío, el jugador recibirá puntos de habilidad que puede usar para desbloquear Chase Plates, anteriormente Thunder Plates de los juegos anteriores, que van desde tareas simples como mantener a raya a otros conductores para ganar, hasta tareas difíciles como ayudando a sus compañeros de equipo a llegar entre los diez primeros.

## Recepción
El juego recibió calificaciones positivas de muchos críticos que elogiaron las nuevas funciones de juego en equipo, que se suman a una ya abundante cantidad de contenido. También es criticado por fanáticos y críticos por gráficos deficientes, daños poco realistas y por no avanzar hacia la serie "NASCAR 2005: Chase for the Cup"; John Davidson, crítico de 1UP, calificó las funciones de "gratuitas" y cree que "proporcionan una sensación constante de desapego" de la experiencia de carrera. GameSpot elogió el concepto innovador del equipo de carreras, el soporte de voz, la AI, la física, las opciones y los modos, y criticó el sistema de reconocimiento de voz, los gráficos y la falta de iteración. sobre NASCAR 2005 y la falta de más soporte para el modo multijugador en línea. IGN finalmente concluyó que "En total, las adiciones a Total Team Control hacen de NASCAR de este año un juego muy impresionante digno de ser comprado por ávidos fanáticos de la serie o el deporte, incluso si han invertido en juegos anteriores". "Las novedades, sin embargo, no representan un paso adelante tan sólido y consistente para la serie como lo fue el año pasado."